# Craig Emerson
Craig Emerson (ur. 15 listopada 1954 w Baradine, Nowa Południowa Walia) – australijski ekonomista i polityk, członek Australijskiej Partii Pracy. Od 14 września 2010 jest członkiem gabinetu Julii Gillard, gdzie pełni urząd ministra handlu. Od 22 lutego 2012 jest także tymczasowym ministrem spraw zagranicznych.

## Życiorys
Ukończył studia na University of Sydney, a następnie obronił doktorat z ekonomii na Australian National University. Karierę zawodową rozpoczynał w ONZ, gdzie był analitykiem ekonomicznym. Następnie podjął pracę dla australijskiego rządu federalnego, gdzie był doradcą ekonomicznym dwóch ministrów, a w końcu samego premiera Boba Hawke’a. Pełnił też rolę jednego z szefów służby cywilnej w Departamencie Premiera i Gabinetu (który jest australijskim odpowiednikiem polskiej Kancelarii Premiera). W 1990 przeniósł się do Brisbane, gdzie został szefem służby cywilnej w ministerstwie środowiska stanu Queensland, a następnie szefem agencji zarządzającej transportem publicznym w południowo-wschodniej (najbardziej zaludnionej) części tego stanu.
W 1998 z urzędnika zmienił się w polityka, gdy uzyskał mandat w federalnej Izbie Reprezentantów z okręgu Rankin, sprawował go do 2013 roku. W 2001 po raz pierwszy znalazł się w gabinecie cieni, gdzie pełnił szereg stanowisk. Gdy ALP przejęła władzę w 2007, został ministrem (ale w randze poniżej członka gabinetu) odpowiadającym za kwestie małych przedsiębiorstw, zamówień publicznych i sektora usług. Później objął pieczę także nad sprawami polityki konkurencji i ochrony konsumentów. We wrześniu 2010 premier Julia Gillard awansowała go na członka gabinetu i mianowała ministrem handlu. Na tym stanowisku odpowiadał za kierowanie zagraniczną polityką ekonomiczną Australii. Po rezygnacji Kevina Rudda w lutym 2012 przejął dodatkowo kierowanie dyplomacja.